# Уимс, Керри Мэй
Кэрри Мэй Уимс (англ. Carrie Mae Weems, род. 20 апреля 1953 года) — американская художница, работающая с текстом, тканями, аудио, цифровыми изображениями, видео и инсталляцией, но наиболее известная своими работами в области фотографии.
В творчестве художница поднимает проблемы расы, гендера, классовых реалий, идентичности, культуры, истории, власти.

## Биография
Кэрри Мэй Уимс родилась в 1953 году в Портленде, штат Орегон. Заинтересовалась искусством в середине 60-х, когда стала принимать участие в уличных театрально-танцевальных постановках. В 1973 году бойфренд подарил ей на 20-летие фотоаппарат, и она поняла, что фотография – её призвание.
В 1976 году Уимс переехала в Нью-Йорк изучать фотоискусство, а затем перебралась в Калифорнию, где в 1981 году получила степень бакалавра в Калифорнийском институте искусств, а затем в 1984 году – степень магистра в Калифорнийском университете в Сан-Диего.

## Творчество
Уимс принимала участие в многочисленных персональных и групповых выставках в крупнейших национальных и международных музеях, включая Музей искусств Метрополитен, Центр визуального искусства Frist, Музей Соломона Гуггенхайма в Нью-Йорке и Centro Andaluz de Arte Contemporáneo в Севилье, Испания.
Первая серия фотографий художницы называлась «Семейные картины и истории» (1978–1984), работа включала в себя изображения с текстом и аудиозаписями, где Кэрри Мэй Уимс рассказывает о жизни своей семьи, обосновавшейся в Орегоне.
Часть работ художницы были созданы во время изучения «архитектуры рабства» — в крупных поселениях вдоль торгового пути, по которому отправляли рабов. Таковы например: Серия «Остров в море» (1992),представляющая собой документацию жизни сообществ чернокожих Гулла на побережье Южной Каролины и Джорджии, серии «Берег рабов», «Африка» (1993), созданные во время путешествий по городам Ганы, Сенегала и Мали.
В своих произведениях Уимс также затрагивает тему художников-афроамериканцев, женщин и других творцов, которые были лишены гражданских прав, и чьё искусство было маргинализированным в глазах мирового художественного мира. Впервые к таким сюжетам художница обратилась в провокационной серии «Это не типаж Мане» (1997), которая подразумевала собой критику манеры белых мужчин-художников, мастеров канона, создавать в своих картинах эталонный тип женской красоты. В этой серии автор предстает в качестве модели художника: либо одетой в тонкое прозрачное белье, либо лежащей обнаженной на кровати.
В большинстве её работ акцент сделан на проявлении расизма в современной культуре. В серии постановочных фотографий с текстом «Шутка» (1988), художница иллюстрирует расистские шутки, не считаясь с политкорректностью. В видео «Африканский шик» (2009), снятом на выставке современной моды, она остроумно обыгрывает популярную в 1960-е годы фразу: «Тёмнокожий прекрасен».
Самая болезненная работа на эту тему для Уимс— «Отсюда я увидела, что произошло, и закричала» (1995-1996). Для создания данной выставки художница перефотографировала ранние дагеротипы с изображениями африканских рабов XIX–XX веков, увеличила и окрасила в красный цвет. Каждое изображение дополняют фразы,  выявляющие огромную дистанцию между миром тёмнокожих и белых.
В «Цветных людях» (1990), серии окрашенных фотографий маленьких детей, художница прославляет разнообразие цвета кожи с многочисленными оттенками чёрного у афроамериканцев, в то же время указывает на существование системы каст, основанных на различиях в цвете кожи. Каждый портрет имеет свой цвет: «Печальная,синяя, девушка», «Синий, черный, мальчик», «Золотая, желтая, девушка». В серии «Медленное исчезновение чёрного» (2011) едва различимые изображения знаменитых афроамериканских актрис, от Жозефины Бейкер до Марион Андерсон и Нины Симоны, намеренно представлены не в фокусе.
Семейно-бытовые фотосерии Кэрри Мей Уимс похожи на литературные микроновеллы. Например, серия «Кухонный стол» (1990) состоит из 20 фотографий, 14 панно с текстами про историю современной чернокожей женщины. Действие фильма происходит на кухне, где за столом сидят мужчина, дети и подруги. Фильм заканчивается тем, что художница, сидящая за столом, рассказывает, как после пережитых испытаний и страданий она стала независимой. Эту серию чёрно-белых снимков-новелл из семейной жизни она завершила в середине 80-х, запечатлев различные состояния своей собственной семьи. «Кухонный стол» также принёс мировую славу художнице, так как именно с этим проектом она стала первой афроамериканкой, которой посвятили ретроспективную выставку в музее Соломона Гуггенхайма.
Ряд её одиночных работ и серий посвящены таким трагическим событиям современной истории Америки, как убийства Джона и Роберта Кеннеди, Мартина Лютера Кинга и расстрел студентов Кентского университета, протестовавших против войны во Вьетнаме.

## Достижения
- The Anonymous was a Woman award. (2007)
- В 2012 году Уимс была вручена одна из первых медалей Государственного департамента США в знак признания её приверженности программе Государственного департамента по искусству в посольствах[5].
- Грант MacArthur «Genius», а также награда «За достижения в жизни» Фонда Чёрного Собрания Конгресса Фонда чёрного собрания Конгресса. (2013)
- Награда BET Honors Visual Artist, премию Люси за изобразительное искусство, была одним из четырёх художников, удостоенных на Международном гала-концерте Гуггенхайма. (2014)
- Премия ICP Spotlights Award от Международного центра фотографии, премия WEB Dubois Award  Гарвардского университета, звание почётного доктора Школы изобразительных искусств. (2015)
- Звание почётногодоктор искусств в Сиракузском университете. (2017)

Работы Уимс представлены в государственных и частных коллекциях по всему миру, включая Музей Метрополитен, Нью-Йорк; Музей изобразительных искусств, Хьюстон; Музей современного искусства, Нью-Йорк; Музей современного искусства, Лос-Анджелес; и галерею Тейт, Лондон.